# Де Крёйфф, Герард
Герард Питер де Крёйфф (нидерл. Gerard Pieter de Kruijff, 27 января 1890 — 16 октября 1968) — нидерландский офицер, олимпийский чемпион.

## Биография
Родился в 1890 году в Бюрене. Стал полковником гусарского полка. Работал в ряде известных итальянских школ верховой езды, впоследствии использовал полученный там опыт в нидерландской военной школе верховой езды. В 1924 году принял участие в Олимпийских играх в Париже, где завоевал золотую медаль в командном первенстве в троеборье, а в личном первенстве в троеборье стал 13-м. В 1928 году принял участие в Олимпийских играх в Амстердаме, где завоевал золотую медаль в командном первенстве в троеборье, и серебряную — в личном; также принял участие в состязаниях по конкуру, но там стал лишь 10-м в командном первенстве, и 27-м — в личном.